# Lingua naro
La lingua naro è una lingua parlata nell'Africa sudoccidentale, appartenente alla famiglia delle lingue khoisan; è considerata parte del gruppo delle lingue khoe-kwadi, ramo settentrionale delle lingue khoisan. La lingua è conosciuta con diversi altri nomi (ǁaiǁe, ǁaiǁen, ǁaikwe, ǁaisan, ǀaikwe, nharo, nharon, nhauru, nhaurun).
Il naro viene parlato da circa 14.000 persone in Botswana e Namibia, cifra che ne fa la lingua kalahari maggiormente diffusa; viene inoltre usato come lingua franca in ambito commerciale dalle popolazioni della zona. La lingua naro è suddivisa in numerose varianti dialettali.
Il naro è una lingua tonale, ed è contraddistinta (come tutte le lingue khoisan) dalla presenza di numerose consonanti clic (prodotte facendo schioccare la lingua contro il palato o contro i denti).